# 石田昌宏
石田 昌宏（いしだ まさひろ、1967年5月20日 - ）は、日本の政治家。自由民主党所属の参議院議員（3期）。男性看護師として初の国会議員である。参議院厚生労働委員長・沖縄及び北方問題に関する特別委員長を歴任。

## 経歴
1967年、奈良県大和郡山市生まれ。1986年、兵庫県・甲陽学院高等学校卒業。1990年、東京大学医学部保健学科卒業。看護師・保健師の資格習得。大学時代は応援部に所属し、東京大学運動会乗鞍寮 (V.S.A.) 寮委員を務めた。大学卒業後、聖路加国際病院（内科）、東京武蔵野病院（精神科）に看護師として勤務。衆議院議員外口玉子の公設秘書を経て、1995年より社団法人（現、公益社団法人）日本看護協会に勤務する。
2002年より日本看護連盟において、男性の初の役員として常任幹事、幹事長を務め、各級選挙で選対実務責任者として候補者を当選に導く。日本看護連盟政治アカデミーの開校、ポリナビ（Politic Navigators Network）を立ち上げる。東京大学、聖路加国際大学などの講師（非常勤）を歴任。
2012年の日本看護連盟総会において組織代表に決定。12月、自由民主党東京都参議院比例区第46支部長就任。
2013年、第23回参議院議員通常選挙にて比例区（全国）で初当選、参議院議員となる。
2019年、第25回参議院議員通常選挙で再選。
2025年、第27回参議院議員通常選挙で3選。

## 政策・主張
- 集団的自衛権の行使容認に反対[4]。
- 総理や閣僚の靖国参拝はすべきでない[4]。
- 憲法9条の改正に賛成し、自衛隊を明記すべき[5]。
- 受動喫煙防止を目的に飲食店などの建物内を原則禁煙とする改正健康増進法について、「原則全国禁煙」とした上で、「やむを得ない場合は、猶予期限を設け、その間は明確に禁煙、分煙、喫煙に分けながら、全飲食店に対応を促す。期限終了後は全国禁煙とする」としている[6]。
- 看護におけるデジタル化について「今、業務効率化の話で進めてられていますが、もっと前向きにケアの質をどう上げるかの視点で進めるべき」と指摘し、機械に任せることによって時間を作ることができ、集中したケアを行うことができ、ミスが減り、精度が高まると語っている。またデジタル化だけではなく、教育や体制、看護業務の整理の必要性も訴えている[7]。

## 人物
- 男性看護師として初の国会議員である[8]。
- 趣味は金魚の飼育、神社巡り。特に金魚は品評会に出す腕前。
- 学生時代は分子生物学者を志していた。
- すべての政策の実現には財政の裏付けが必要と主張。財政金融に力を入れている。
- 科学技術の進歩を推奨し更なる発展を訴える。

## 不祥事
政治資金パーティー収入の裏金問題で26万円の不記載が確認された。

## 主な役職

### 参議院
- 厚生労働委員会（委員長）
- 沖縄及び北方問題に関する特別委員会（委員）
- 資源エネルギーに関する調査会（委員）

### 自由民主党
- 財務金融部会（副部会長）
- 厚生労働部会看護問題小委員会（副委員長）
- 厚生関係団体委員会長（副委員長）
- 沖縄振興調査会（幹事）
- 国際保健医療略特命委員会（幹事）
- 性的指向・性自認特命委員会（事務局次長）

### 議員連盟
- 看護問題対策議員連盟（幹事）
- 患者と共に慢性腎臓病対策を推進する議員連盟（事務局長）

## 所属団体・議員連盟
- 日本の尊厳と国益を護る会[10]
- 一般社団法人 LGBT理解増進会 (顧問)

## 選挙歴
| 当落 | 選挙                     | 執行日         | 年齢 | 選挙区       | 政党       | 得票数     | 得票率 | 定数 | 得票順位 /候補者数 | 政党内比例順位 /政党当選者数 |
| ---- | ------------------------ | -------------- | ---- | ------------ | ---------- | ---------- | ------ | ---- | ------------------ | ---------------------------- |
| 当   | 第23回参議院議員通常選挙 | 2013年07月21日 | 46   | 参議院比例区 | 自由民主党 | 20万1109票 | ーー   | 48   | 11/29              | 11/18                        |
| 当   | 第25回参議院議員通常選挙 | 2019年07月21日 | 52   | 参議院比例区 | 自由民主党 | 18万9983票 | ーー   | 50   | 12/33              | 12/19                        |
| 当   | 第27回参議院議員通常選挙 | 2025年07月20日 | 58   | 参議院比例区 | 自由民主党 | 15万2649票 | ーー   | 50   | 10/31              | 10/12                        |